# European Union Border Assistance Mission Rafah
Die European Union Border Assistance Mission for the Rafah Crossing Point (EU BAM Rafah) ist eine seit dem 25. November 2005 bestehende zivile EU Mission im Rahmen der Gemeinsamen Sicherheits- und Verteidigungspolitik (EU).
Bis 2007 war sie als unterstützende Kontrollmission am palästinensisch-ägyptischen Grenzübergang in Rafah (Gazastreifen) eingesetzt.
Nach der Schließung des Übergangs infolge des innerpalästinensischen Konflikts um Gaza im Juni 2007 und der Machtübernahme durch die Hamas wurde die Durchführung von EUBAM Rafah am 15. Juni 2007 zeitweise ausgesetzt.
Nach der Aussetzung ihrer Operationen am Rafah Crossing Point hat die Mission ein Langzeitvorbereitungsprojekt mit seinen palästinensischen Partnern umgesetzt. Dabei handelt es sich um Kapazitätsaufbaumaßnahmen.

## Allgemein
Der Grenzübergang Rafah wurde nach dem israelischen Rückzug aus dem Gazastreifen geöffnet, um den 1,4 Millionen Bewohnern einen Zugang zur Außenwelt zu ermöglichen. Im Rahmen ihrer Friedensverhandlungen einigten sich die israelische Regierung und die Palästinensische Autonomiebehörde auf das Abkommen über Bewegungsfreiheit und Zugang, welches am 15. November 2005 unterzeichnet wurde. Die EU wurde von den Parteien gebeten, die Abfertigung des Personen- und Güterverkehrs am Grenzübergang Rafah aktiv zu beobachten.
Innerhalb weniger Tage traf der Rat der Europäischen Union im Rahmen der Gemeinsamen Außen- und Sicherheitspolitik (GASP) die Vorbereitungen für die Mission und am 25. November 2005 wurde EUBAM Rafah offiziell begonnen. Die EUBAM Rafah war bei der Eröffnungszeremonie für den Grenzübergang mit fünf Mitarbeitern präsent, mit der Zeit wuchs die Personalstärke auf 89 Mitglieder aus 17 EU-Staaten.
Nach den von der Hamas am 25. Januar 2006 gewonnenen Wahlen zum Palästinensischen Legislativrat übernahm die Eliteeinheit Force 17, die direkt dem palästinensischen Präsidenten Mahmud Abbas unterstellt ist, den Schutz der EUBAM Rafah.
Der Rat der Europäischen Union beschloss am 13. November 2006 die Verlängerung der Mission um weitere sechs Monate bis zum 24. Mai 2007. Weitere Verlängerungen folgten, die letzte mit Beschluss vom 26. Mai 2011 bis zum 31. Dezember 2011.
Am 15. Juni 2007 wurde die Mission jedoch ausgesetzt, nachdem der Grenzübergang bereits seit dem 9. Juni geschlossen war. Patrick Delval, der stellvertretende Missionsleiter, erklärte am 27. Juni, dass die EUBAM Rafah solange nicht an den Grenzübergang zurückkehren werde, wie dieser durch die Hamas und nicht durch die Force 17 kontrolliert würde.
Am 7. Juli 2007 wurde entschieden, die Mission insgesamt in einem jederzeit einsatzbereiten Zustand zu belassen, die Personalstärke jedoch zu reduzieren.

## Aufgaben und Tätigkeiten

### Mandat
Die EUBAM Rafah soll die Maßnahmen der Palästinensischen Autonomiebehörde, insbesondere deren Sicherheitsdienstes im Hinblick auf die Umsetzung der Vereinbarungen des Grenzübergangs in Rafah aktiv beobachten, prüfen und evaluieren. Sie wird verfügt über die Befugnisse, sicherzustellen, dass die Palästinensische Autonomiebehörde alle auf den Grenzkontrollpunkt anwendbaren Bestimmungen einhält.

### Aufgaben
- Unterstützung der Palästinensischen Autonomiebehörde beim Aufbau von Grenzschutz und Zoll (Training, Ausrüstung, technische Unterstützung)
- Einschätzung der von der Palästinensischen Autonomiebehörde angewandten Prozeduren
- Förderung der israelisch-palästinensischen Vertrauensbildung und Kooperation
- Mitwirkung beim Aufbau institutioneller Kapazitäten in der Palästinensischen Autonomiebehörde zur Sicherstellung effektiver Grenzkontrolle und -überwachung
- Förderung der grenzüberschreitenden Kooperation

Seit 2014 implementiert die Mission das sog. 'Preparedness Project' mit den palästinensischen Grenzbehörden in Jericho und trägt zu deren Kapazitätenaufbau bei.

## Beteiligte Nationen und Personal
An der EUBAM Rafah war bisher Personal aus unterschiedlichen EU-Mitgliedsstaaten (z. B. Bulgarien, Belgien, Dänemark, Deutschland, Estland, Finnland, Frankreich, Griechenland, Italien, Litauen, Luxemburg, Niederlande, Österreich, Portugal, Rumänien, Schweden, Spanien) beteiligt. Derzeit wird die EUBAM Rafah von der bulgarischen Diplomatin Nataliya Apostolova geführt.